# Beliansky potok (přítok Popradu)
Beliansky potok je přírodní památka v oblasti PIENAP.
Nachází se v katastrálním území obce Spišská Belá v okrese Kežmarok v Prešovském kraji. Území bylo vyhlášeno či novelizováno v roce 2012 na rozloze 2,5201 ha. Ochranné pásmo nebylo stanoveno.